# Popis židovskih vladara
Prvo razdoblje židovskih vladara započinje u željezno doba, kada se, nakon vremena plemenskog ustroja, u drugoj polovici 11. st. pr. Kr. počinje u Izraelu uspostavljati monarhija, a traje sve do pada pod asirsku i babilonsku vlast.  Nakon vremena perzijske i helenističke prevlasti, nakon makabejske pobune u 2. st. pr. Kr. uspostavlja se vlast židovskih etnarha i svećenika u Judeji, a nastavlja se vlašću Heroda Velikog i njegovih nasljednika, koji vladaju raznim područjima današnjeg Izraela, Palestine, Jordana i Sirije, sve do pred kraj 1. st., kada Rimljani konačno preuzimaju svu vlast, a potom (135. godine) i preimenuju provinciju Judeju u provinciju Sirija-Palestina.

## Razdoblje židovskih kraljeva (oko 1030. – 587. pr. Kr.)

### Jedinstveno kraljevstvo (oko 1030. – 931. pr. Kr.)
- Šaul, (oko 1030. – 1010. pr. Kr.)
- David, (oko 1010. – 970. pr. Kr.)
- Salomon, sin Davidov (oko 970. – 931. pr. Kr.)

### Podijeljeno kraljevstvo (oko 931. – 587. pr. Kr.)
| Kraljevstvo Izrael (oko 931. – 721. pr. Kr.) - Jeroboam I., (oko 931. – 910. pr. Kr.) - Nadab, (oko 910. – 909.) - Baša, (oko 909. – 886. pr. Kr.) - Ela, (oko 886. – 885. pr. Kr.) - Zimri, (vladao samo 7 dana) - Omri, (oko 885. – 874. pr. Kr.) - Ahab, (oko 874. – 853. pr. Kr.) - Ahazja, (oko 853. – 852. pr. Kr.) - Joram, (oko 852. – 841. pr. Kr.) - Jehu, (oko 841. – 814. pr. Kr.) - Joahaz, (oko 814. – 798. pr. Kr.) - Joaš, (oko 798. – 783. pr. Kr.) - Jeroboam II., (oko 783. – 743. pr. Kr.) - Zaharija, (oko 743. pr. Kr.) - Šalum, (oko 743. pr. Kr.) - Menahem, (oko 743. – 738. pr. Kr.) - Pekahja, (oko 738. – 737. pr. Kr.) - Pekah, (oko 737. – 732. pr. Kr.) - Hošea, (oko 732. – 724. pr. Kr.) |  |  |  | Kraljevstvo Juda (oko 931. – 587. pr. Kr.) - Roboam, sin Salomonov (oko 931. – 913. pr. Kr.) - Abijam, (oko 913. – 911. pr. Kr.) - Asa, (oko 911. – 870. pr. Kr.) - Jošafat, (oko 870. – 848. pr. Kr.) - Joram, (oko 848. – 841. pr. Kr.) - Ahazja, (oko 841. pr. Kr.) - Atalija, vlada kao majka maloljetnog Joaša (oko 841. – 835. pr. Kr.) - Joaš, (oko 835. – 796. pr. Kr.) - Amasja, (oko 796. – 781. pr. Kr.) - Uzija, poznat i kao Azarja (oko 781. – 740. pr. Kr.) - Jotam, (oko 740. – 736. pr. Kr.) - Ahaz, (oko 736. – 716. pr. Kr.) - Ezekija, (oko 716. – 687. pr. Kr.) - Manaše, (oko 687. – 642. pr. Kr.) - Amon, (oko 642. – 640. pr. Kr.) - Jošija, (oko 640-609. pr. Kr.) - Joahaz, (oko 609. pr. Kr.) - Joajakim, Joahazov brat (oko 609. – 598. pr. Kr.) - Jojakin, (oko 598. – 597. pr. Kr.) - Sidkija, Jošijin sin (oko 597. – 587. pr. Kr.) |

(Za razdoblje strane prevlasti na ovim prostorima do 2. st. pr. vidi: Babilon, Aleksandar Veliki, Seleukovići, Ptolemejevići.)

## Helenističko i rimsko razdoblje

### Makabejci i Hasmonejci
- Juda Makabej (166. – 160. pr. Kr.), sin svećenika Matatije koji je poveo pobunu protiv Antioha IV. Epifana.

- Jonatan (160. – 143. pr. Kr.), brat Judin, veliki svećenik

- Šimun (143. – 134. pr. Kr.), veliki svećenik i etnarh

- Ivan Hirkan I. (134. – 104. pr. Kr.), veliki svećenik i etnarh

- Aristobul I. (104. – 103. pr. Kr.), uzima naslov kralja

- Aleksandar Janej (103. – 76. pr. Kr.), kralj

- Aleksandra (76. – 67. pr. Kr.), kraljica (njezin sin Hirkan II. je veliki svećenik)

- Hirkan II. (67. pr. Kr.), nasljeđuje majku kao kralj

- Aristobul II. (67. – 63. pr. Kr.), kralj i veliki svećenik (istisnuo Hirkana s prijestolja)

- Hirkan II. (63. – 40. pr. Kr.), ponovno veliki svećenik, a onda i etnarh (47. – 41. pr. Kr.)

- Herod I. Veliki i njegov brat Fazael, Idumejci, sinovi Hirkanova ministra Antipatera, tetrarsi (41. – 40. pr. Kr.)

- Antigon (40. – 37. pr. Kr.), kralj i veliki svećenik, Herod u bijegu

### Herodovci
- Herod I. Veliki, oženio Marijamnu I., unuku Hirkana II. i Aristobula II., stvarni kralj Judeje (37. – 4. pr. Kr.)

- Arhelaj, etnarh Judeje i Samarije (4. pr. Kr.-6. po Kr.). Nakon toga Judeja postaje rimska prokuratorska provincija, a glavni grad seli u Cezareju

- Herod Antipa, tetrarh Galileje i Pereje (4. pr. Kr.-39. po Kr.)

- Herod Filip, tetrarh Gaulanitide, Bataneje, Trahonitide i Auranitide, te područje Paneje ili Itureje (4. pr. Kr.-34. po Kr.). Nakon njegove smrti tetrarhija je pripojena provinciji Siriji.

- Agripa I., sin Aristobulov, kralj u Filipovoj tetrarhiji (37. – 44.), i kralj Judeje i Samarije (41. – 44.). Nakon njegove smrti, Judeja je ponovno prokuratorska provincija.

- Agripa II., sin Agripe I., kralj Halkide (48. – 53.) i nadglednik jeruzalemskog Hrama (49. )

- Agripa II., umjesto Halkide postaje kraljem Filipove tetrarhije (53. – 93.) i Varove eparhije u današnjem sjevernom Libanonu, a od 55. godine Neron mu daje i dio Galileje i Pereje.

U previranjima koja su slijedila za Prvog židovskog ustanka, Hram je spaljen i srušen, a Judeja postaje carska provincija.
U Drugom židovskom ustanku (132. – 135.) Židove će voditi Šimun Bar Kohba. Nakon poraza, Judeja je preimenovana u provinciju Siriju-Palestinu, a Jeruzalem u Aeliu Capitolinu.
Židovi će svoju državu ponovno uspostaviti tek nakon Drugog svjetskog rata. O tome vidi: Izrael, Bliskoistočni sukob, Palestina, Pojas Gaze i Zapadna obala.

## Poveznice
- Biblija - glavni izvor za židovske vladare